# Kees van der Spek
Cornelis (Kees) van der Spek (Nazareth, 29 juni 1964) is een Nederlands journalist, regisseur en programmamaker.

## Jeugd en opleiding
Van der Spek heeft een aanzienlijk deel van zijn jeugd in het buitenland gewoond. Zijn vader was ingenieur en later ontwikkelingshulpmedewerker, maar het begon in een kibboets in Israël. Vanwege zijn vaders werk werd er veel verhuisd. Na in Israël en Duitsland te hebben gewoond, verhuisde hij met zijn ouders en zussen eerst naar Nederland. In die tijd woonde hij in Hoornaar, waar hij ook op de christelijke school van Hoornaar zat. Daarna naar Suriname en Burundi. Vanaf zijn zeventiende woonde hij echter weer in Nederland. Hij ging eerst naar de christelijke scholengemeenschap de Oude Hoven in Gorinchem en daarna naar de Europese School in Bergen (NH), waar hij zijn vwo-diploma behaalde.

## Loopbaan
Na een Alkmaars Persbureau en onder meer het correspondentschap voor het Algemeen Dagblad kwam Van der Spek in 1996 bij de televisie. Vanaf dat jaar werkte hij eerst als bureauredacteur, en later als verslaggever en regisseur bij het programma Peter R. de Vries, misdaadverslaggever. Hij ontwikkelde zich tot rechterhand van De Vries en was samen met hem verantwoordelijk voor een groot aantal reportages in binnen- en buitenland. Samen met De Vries ontving Van der Spek in 2008 een Emmy Award voor de door ruim 7 miljoen mensen bekeken reportage over Joran van der Sloot en zijn vermeende betrokkenheid bij de verdwijning van Natalee Holloway. Van der Spek onderhield het directe contact met informant Patrick van der Eem.
Nadat Peter R. de Vries in 2012 stopte met zijn programma kreeg Van der Spek zijn eigen programma’s op SBS6: Oplichters in het buitenland, Graf Zonder Naam, Moord of zelfmoord en Oplichters op het internet. In het seizoen 2015 was Van der Spek te zien in het programma Expeditie Robinson. Hij eindigde op de zeventiende plaats. In oktober 2018 tekende hij een contract bij RTL. Daardoor verliet hij SBS na 22 jaar. Vanaf 2019 is hij op RTL 5 te zien is met twee programma’s: Kees van der Spek ontmaskert en Kees van der Spek: Oplichters Aangepakt, waar hij namens slachtoffers achter oplichters aangaat. Dit varieert van WhatsAppoplichting tot Nigeriaanse oplichting door Yahooboys. Ook schuift hij regelmatig aan als deskundige bij RTL Boulevard.
In december 2021 deed Van der Spek mee aan het online-televisieprogramma Het Jachtseizoen van StukTV, waarin hij wist te ontsnappen.
In april 2023 deed Van der Spek mee aan het programma Make Up Your Mind als drag queen Miss B Conny. In datzelfde jaar deed hij samen met Kim-Lian van der Meij mee aan het programma The Big Bang.
In 2024 deed Van der Spek mee aan het 24e seizoen van Wie is de Mol?, hij viel af in de voorlaatste aflevering. In datzelfde jaar deed hij mee aan de televisieprogramma’s Wat een dag! en Dit was het nieuws.

### Bestseller 60
| Boeken met noteringen in de Nederlandse Bestseller 60 | Jaar van verschijnen | Datum van binnenkomst | Hoogste positie | Aantal weken | Opmerkingen |
| ----------------------------------------------------- | -------------------- | --------------------- | --------------- | ------------ | ----------- |
| Achter de schermen bij Peter R. de Vries              | 2008                 | 20-02-2008            | 10              | 3            |             |
| Beroep: avonturier                                    | 2023                 | 07-06-2023            | 11              | 15           |             |

## Filmografie
| Televisieprogramma's | Televisieprogramma's                    | Televisieprogramma's | Televisieprogramma's | Televisieprogramma's | Televisieprogramma's |
| Jaar                 | Productie                               | Zender               | Aantal afl.          | Start                | Gem. kijkcijfers     |
| -------------------- | --------------------------------------- | -------------------- | -------------------- | -------------------- | -------------------- |
| 2013                 | Oplichters in het buitenland            | SBS6                 | 6                    | 31 maart 2013        | 811.666              |
| 2014                 | Oplichters in het buitenland            | SBS6                 | 8                    | 2 maart 2014         | 879.875              |
| 2015                 | Oplichters in het buitenland            | SBS6                 | 6                    | 26 januari 2015      | 578.666              |
| 2015                 | Graf zonder naam                        | SBS6                 | 4                    | 29 november 2015     | 769.500              |
| 2016                 | Oplichters in het buitenland            | SBS6                 | 6                    | 3 januari 2016       | 840.500              |
| 2016                 | Graf zonder naam                        | SBS6                 | 5                    | 31 augustus 2016     | 534.600              |
| 2017                 | Moord of zelfmoord                      | SBS6                 | 5                    | 8 januari 2017       | 781.000              |
| 2017                 | Oplichters in het buitenland            | SBS6                 | 6                    | 9 april 2017         | 746.500              |
| 2018                 | Moord of zelfmoord                      | SBS6                 | 6                    | 11 januari 2018      | 521.500              |
| 2018                 | Oplichters in het buitenland            | SBS6                 | 6                    | 19 april 2018        | 796.000              |
| 2018                 | Oplichters op het internet              | SBS6                 | 4                    | 21 oktober 2018      | 778.000              |
| 2019                 | Kees van der Spek ontmaskert            | RTL 5                | 6                    | 26 februari 2019     | 976.000              |
| 2019                 | Kees van der Spek: Oplichters aangepakt | RTL 5                | 8                    | 29 oktober 2019      | 779.000              |
| 2020                 | Kees van der Spek: Oplichters aangepakt | RTL 5                | 10                   | 1 september 2020     | 882.000              |
| 2021                 | Kees van der Spek: Oplichters aangepakt | RTL 5                | 5                    | 20 april 2021        | 769.000              |
| 2021                 | Kees van der Spek Special               | RTL 5                | 1                    | 4 mei 2021           | 600.000              |
| 2021                 | Kees van der Spek: Oplichters aangepakt | RTL 5                | 7                    | 12 oktober 2021      | 798.000              |
| 2022                 | Kees van der Spek: Oplichters aangepakt | RTL 5                | 5                    | 29 maart 2022        | 855.000              |
| 2022                 | Kees van der Spek: Oplichters aangepakt | RTL 5                | 6                    | 11 oktober 2022      | 826.000              |
| 2023                 | Kees van der Spek: Oplichters aangepakt | RTL 5                | 6                    | 4 april 2023         | 876.000              |
| 2023                 | Kees van der Spek: Oplichters aangepakt | RTL 5                | 6                    | 10 oktober 2023      | 891.000              |
| 2024                 | Kees van der Spek: Oplichters aangepakt | RTL 5                | 4                    | 16 april 2024        | 892.000              |
| 2024                 | Kees van der Spek:                      | RTL 5                | 8                    | 8 juli 2024          | 834.000              |
| 2024                 | Kees van der Spek ontmaskert            | RTL 5                | 6                    | 7 oktober 2024       |                      |